# Отшельник (карта Таро)

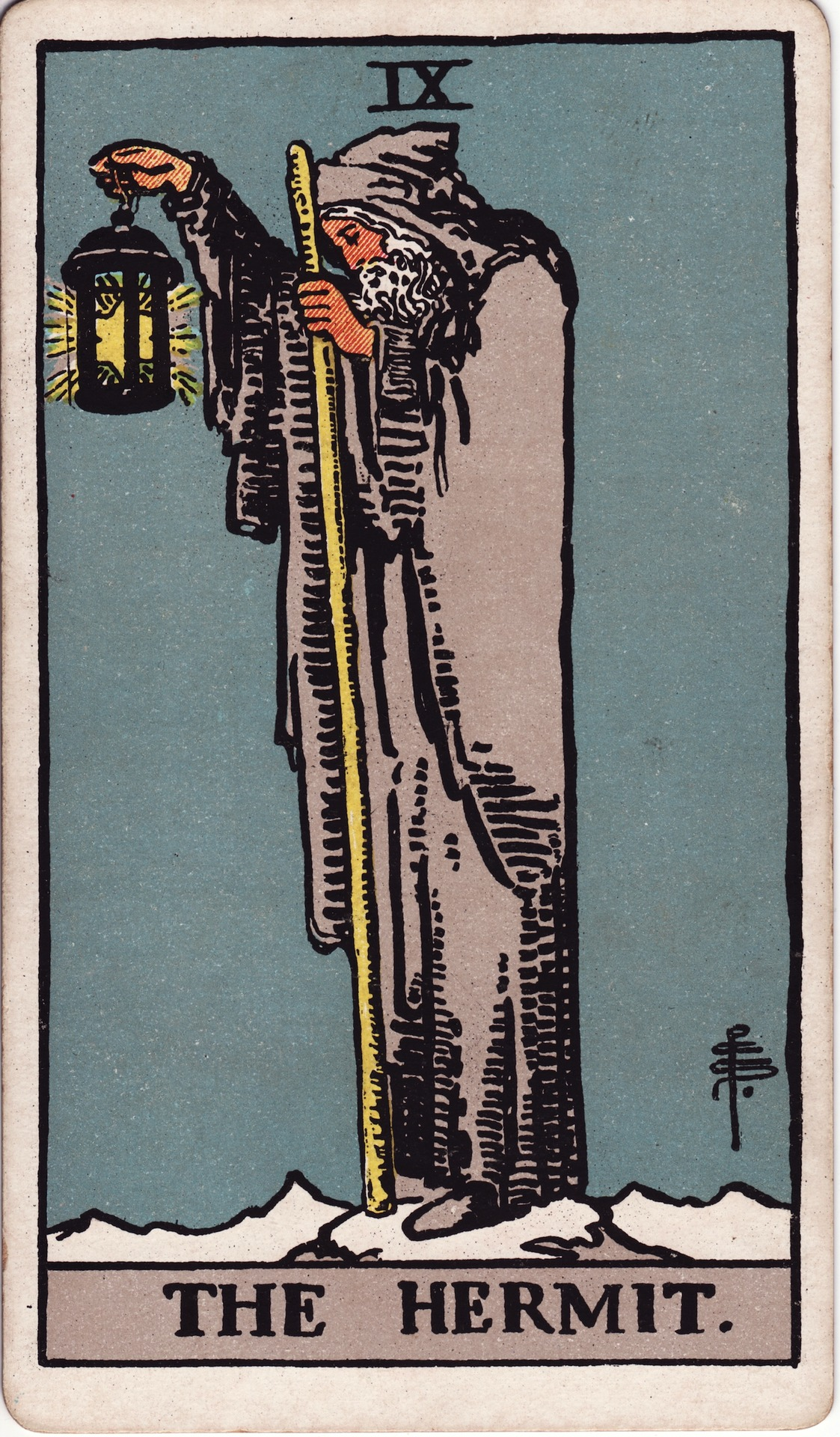
Таро Райдера — Уэйта

Отшельник — карта № 9 старших арканов колоды Таро. Используется преимущественно для гаданий.
На карте изображён отшельник — бредущий пожилой человек с бородой. На нём одежда, похожая на монашескую рясу, в одной руке у него посох, в другой светильник. Ландшафт карты безлюден, но нет и дикой растительности.
В колоде Вискоти — Сфорцы одежды у человека синего цвета и на голове широкополая шляпа, что делает его не похожим на монаха. В Марсельском Таро и Таро Ломбардии Вместо посоха изображена книга.
Соответствия в классических колодах:
| Колода | № | Буква иврита | Символ (астрология, стихия) | Оригинальное название          |
| --- | - | ------------ | --------------------------- | ------------------------------ |
| Марсельское Таро, Фламандское Таро Ванденборре (1780), Таро Ломбардии (1810), Таро Карло делла Рокки (1835) |   |              |                             | L’Ermite, L’Hermite, L’Eremita |
| Таро Папюса                                                                                                 | 9 | ט            | Лев                         |                                |
| Таро Райдера — Уэйта                                                                                        | 9 | י            | Дева                        | The Hermit                     |
| Таро Тота                                                                                                   | 9 | י            | Дева                        | Hermit                         |
| Египетское Таро                                                                                             |   |              |                             |                                |

## Трактовка
Карта символизирует отрешённость, уединение, осторожность и скрытую истину; развитие способностей к предчувствию и прозрению. В целом представляет собой образ исканий: отшельника не влечёт слава и почести, а познание себя через опыт равносильно достижению цели является символом уединения и внутренней свободы личности, обратной стороной чего является одиночество.
Оккультист Алистер Кроули в «Книге Тота» так описал карту: «…один из его [Отшельника] титулов — психопомп, проводник души сквозь низшие сферы. На это символически указывает его Змеиный Жезл… За ним следует Цербер […], которого он приручил. Эта карта показывает всё таинство жизни в её самых секретных трудах».
Британский писатель Мик Уолл считал, что Отшельник представляет собой путеводный огонь, духа-наставника для человечества и синонимичен карте Мага.

## В культуре
На основе карты Отшельник был сделан рисунок на внутреннем развороте обложка альбома группы Led Zeppelin Led Zeppelin IV (1971). В концертном фильме Led Zeppelin «Песня остаётся всё такой же» роль Отшельника сыграл продюсер группы Джимми Пейдж.
Также название карты Отшельника носит и способность одного из главных персонажей манги JoJo’s Bizarre Adventure Джозефа Джостара.